# خشونت (ترانه)
«خشونت» (به انگلیسی: Violence) ترانه‌ای از موسیقی‌دان کانادایی گرایمز و دی‌جی آمریکایی آی_او می‌باشد که در ۵ سپتامبر سال ۲۰۱۹ به‌عنوان تک‌آهنگ اصلی پنجمین آلبوم استودیویی وی تحت عنوان خانم انتروپوسن منتشر گردید.